# Damernas puckelpist i freestyle vid olympiska vinterspelen 1994
Damernas puckelpist i freestyle vid olympiska vinterspelen 1994 vid de olympiska vinterspelen 1994 avgjordes den 15-16 februari.

## Medaljörer
| Spel       | Guld                       | Silver                   | Brons                         |
| Puckelpist | Stine Lise Hattestad (NOR) | Elizabeth McIntyre (USA) | Jelizaveta Kozjevnikova (RUS) |

## Resultat

### Kval
| Placering | Namn                    | Land       | Poäng | Noteringar |
| --------- | ----------------------- | ---------- | ----- | ---------- |
| 1         | Liz McIntyre            | USA        | 25,23 | Q          |
| 2         | Stine Lise Hattestad    | Norge      | 24,91 | Q          |
| 3         | Yelizaveta Kozhevnikova | Ryssland   | 24,7  | Q          |
| 4         | Raphaëlle Monod         | Frankrike  | 24,16 | Q          |
| 5         | Candice Gilg            | Frankrike  | 24,12 | Q          |
| 6         | Donna Weinbrecht        | USA        | 23,96 | Q          |
| 7         | Tatjana Mittermayer     | Tyskland   | 23,81 | Q          |
| 8         | Ann Battelle            | USA        | 23,63 | Q          |
| 9         | Bronwen Thomas          | Kanada     | 23,4  | Q          |
| 10        | Tae Satoya              | Japan      | 23,32 | Q          |
| 11        | Minna Karhu             | Finland    | 23,08 | Q          |
| 12        | Silvia Marciandi        | Italien    | 22,99 | Q          |
| 13        | Marina Cherkasova       | Ryssland   | 22,6  | Q          |
| 14        | Lyudmila Dymchenko      | Ryssland   | 22,47 | Q          |
| 15        | Katherina Kubenk        | Kanada     | 22,24 | Q          |
| 16        | Yelena Korolyova        | Ryssland   | 22,23 | Q          |
| 17        | Helena Waller           | Sverige    | 22,05 |            |
| 18        | Sandrine Vaucher        | Schweiz    | 21,99 |            |
| 19        | Genevieve Fortin        | Kanada     | 21,72 |            |
| 20        | Birgit Keppler-Stein    | Tyskland   | 21,39 |            |
| 21        | Larisa Udodova          | Uzbekistan | 20,28 |            |
| 22        | Petra Moroder           | Italien    | 19,83 |            |
| 23        | Julie Steggall          | Kanada     | 18,43 |            |
| 24        | Patricia Portillo       | Spanien    | 9,15  |            |

### Final
| Placering | Namn                    | Land      | Poäng | Noteringar |
| --------- | ----------------------- | --------- | ----- | ---------- |
| 1         | Stine Lise Hattestad    | Norge     | 25,97 |            |
| 2         | Liz McIntyre            | USA       | 25,89 |            |
| 3         | Yelizaveta Kozhevnikova | Ryssland  | 25,81 |            |
| 4         | Raphaëlle Monod         | Frankrike | 25,17 |            |
| 5         | Candice Gilg            | Frankrike | 24,82 |            |
| 6         | Tatjana Mittermayer     | Tyskland  | 24,43 |            |
| 7         | Donna Weinbrecht        | USA       | 24,38 |            |
| 8         | Ann Battelle            | USA       | 23,71 |            |
| 9         | Bronwen Thomas          | Kanada    | 23,57 |            |
| 10        | Silvia Marciandi        | Italien   | 23,36 |            |
| 11        | Tae Satoya              | Japan     | 23,18 |            |
| 12        | Lyudmila Dymchenko      | Ryssland  | 23,12 |            |
| 13        | Minna Karhu             | Finland   | 23,00 |            |
| 14        | Marina Cherkasova       | Ryssland  | 22,32 |            |
| 15        | Yelena Korolyova        | Ryssland  | 22,22 |            |
| 16        | Katherina Kubenk        | Kanada    | 21,08 |            |